# Choroba Lhermitte’a-Duclos

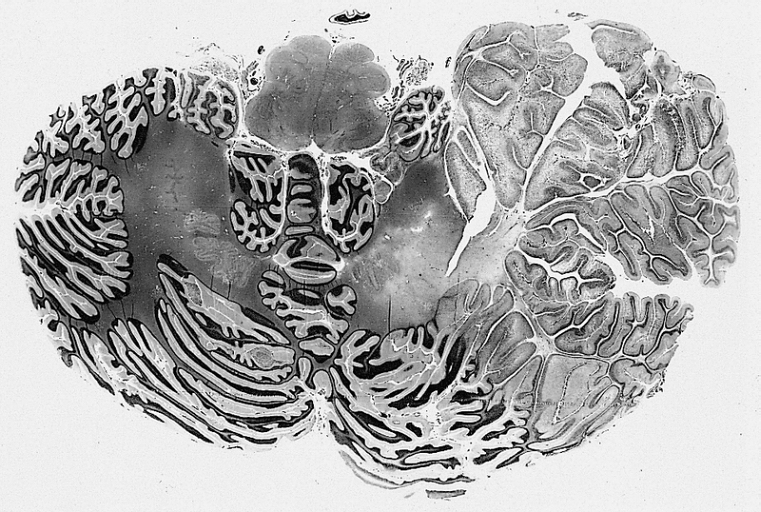
Preparat histologiczny przekroju przez cały móżdżek pacjenta z chorobą Lhermitte’a-Duclos. Po prawej stronie widać hipertroficzne zakręty kory móżdżku

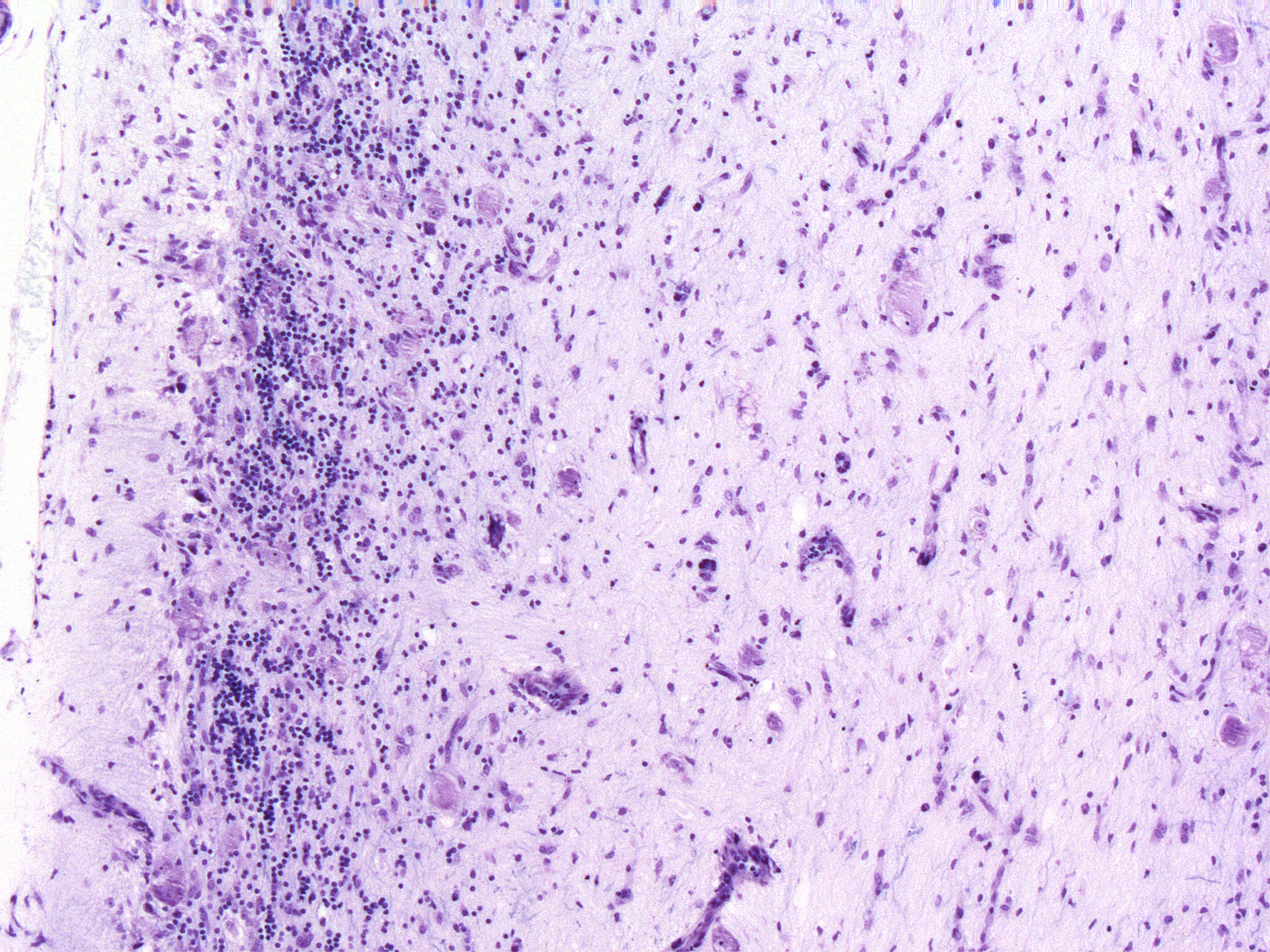
Obraz histologiczny kory móżdżku zajętego przez chorobę Lhermitte’a-Duclos. Barwienie Luxola-Nissla

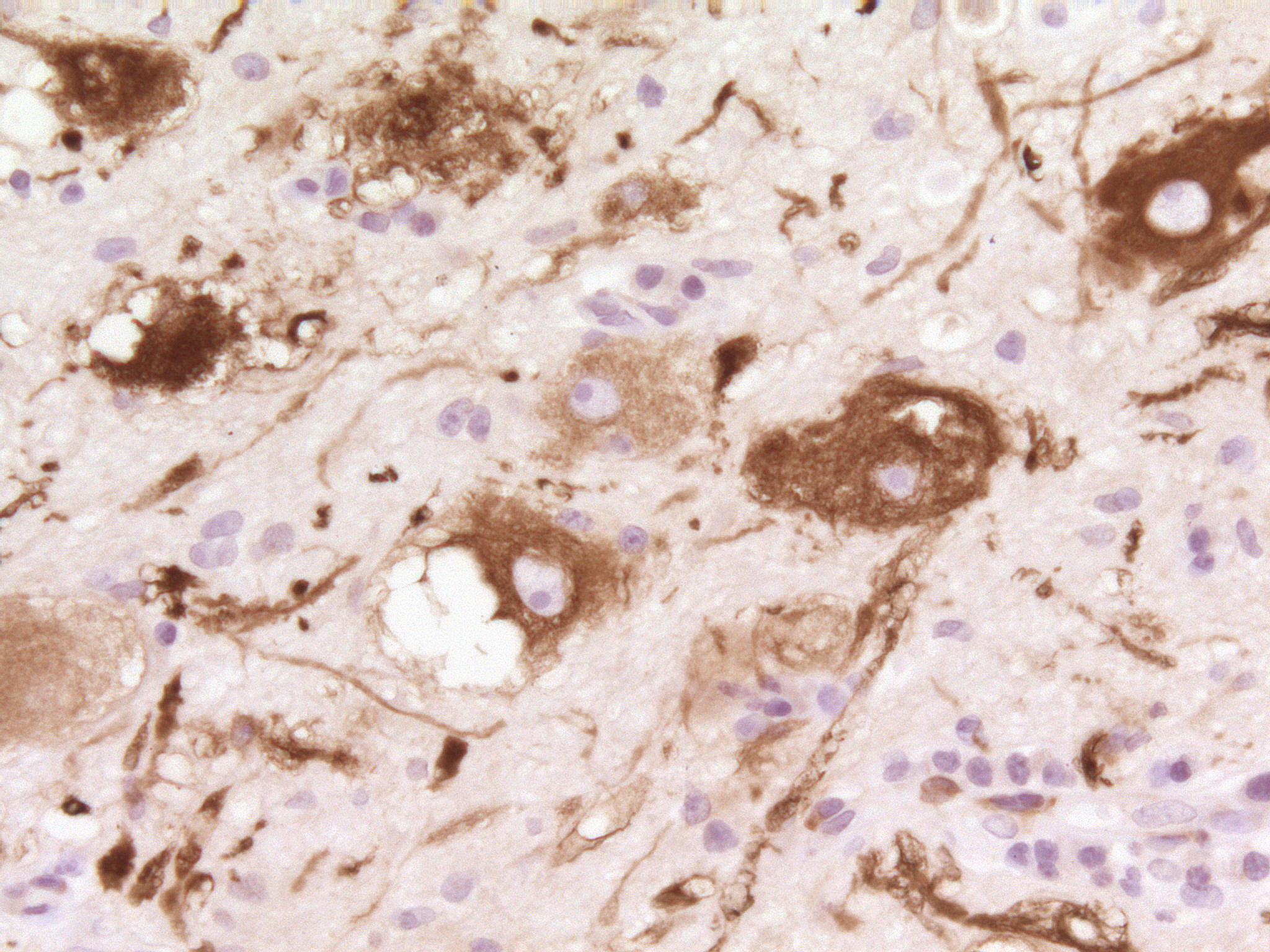
Obraz dysplastycznych komórek Purkiniego w chorobie Lhermiite'a-Duclos; barwienie immunohistochemiczne na obecność kalbindyny

Choroba Lhermitte’a-Duclos (dysplastyczny zwojak móżdżku, ang. Lhermitte-Duclos disease, LDD, dysplastic gangliocytoma of the cerebellum, purkinjeoma) – rzadki, łagodny (I° według WHO), dysplastyczny guz móżdżku, niekiedy klasyfikowany jako hamartoma.

## Epidemiologia
Dysplastyczny zwojak móżdżku jest rzadką chorobą. Występuje najczęściej w 2. i 3. dekadzie życia, częściej u płci męskiej. Często występuje w przebiegu choroby Cowden spowodowanej mutacjami genu PTEN; obecnie spektrum schorzeń związanych z mutacjami tego genu, do których należy choroba Lhermiitte'a-Duclos, określa się jako zespoły guzów hamartomatycznych związane z mutacjami PTEN. Według kryteriów diagnostycznych International Cowden Consortium choroba Lhermitte’a-Duclos jest objawem patognomonicznym dla zespołu Cowden.

## Objawy i przebieg
Objawy choroby narastają powoli i wiążą się ze wzrostem ciśnienia śródczaszkowego oraz dysfunkcją móżdżku. Są to bóle głowy, ataksja, drżenie, zaburzenia widzenia i nieprawidłowości w EEG. Rozpoznanie stawiane jest zazwyczaj w MRI głowy.

### Obraz histologiczny
Histologicznie stwierdza się pogrubienie warstwy ziarnistej wewnętrznej kory móżdżku i liczne dysplastyczne neurony (komórki zwojowe) mające pęcherzykowate jądro komórkowe z widocznym jąderkiem.

## Leczenie
Leczenie polega na odbarczeniu tylnego dołu czaszki i chirurgicznej resekcji guza. 

## Historia
Nazwa pochodzi od francuskich neurologów, Jacques’a Jeana Lhermitte’a i P. Duclos, którzy opisali chorobę jako pierwsi. Przez długi czas histogeneza guza była niejasna, stąd duża liczba historycznych, zarzuconych już nazw choroby: guz opisywany był jako przerost warstwy ziarnistej, rozlana hipertrofia kory móżdżku, gangliogliomatosis cerebelli, hamartoma cerebelli, ganglioneuroma.